# Arise from Darkness
Arise from Darkness es un thriller estadounidense art house estrenado en el festival de cine Film Invasion L.A como “When my Eyes go Dark”, su título original. El filme fue escrito y protagonizado por Zachary Laoutides. Es la primera película en utilizar voces electrónicas de fenómenos reales (EVP, Electronic Voice Phenomena, por sus siglas en inglés) que fueron grabados por la Arquidiócesis de Detroit donde el psíquico Lázaro Rubén Torres asistió a los sacerdotes en investigaciones paranormales y exorcismos.

## Argumento
La historia está basada en los primeros eventos paranormales de Lázaro Rubén Torres, quien descubre sus habilidades luego de que él y su hija fueron víctimas de un hecho de violencia, en el que la niña muere. Lázaro intentará desarrollar sus dones para conectarse con su hija fallecida, y poder descubrir a su asesino.

## Protagonistas
- Zachary Laoutides - Lázaro
- Mónica Esmeralda León - novia de Lázaro
- Nathan Ayala - El Doctor
- Samuel Younan - Mark
- Emmanuel Isaac - Aaron
- Galilea Mendoza - Maggie

## Producción
La película se ambienta en Detroit, y su producción se completó en Chicago el 15 de junio de 2015 por Ave Fénix Pictures.
Es la segunda película de la Productora Ejecutiva Mónica Esmeralda León y del director y actor Zachary Laoutides.

## Release
Arise from Darkness fue el primer filme en inaugurar el FILA (Film Invasion Los Angeles) del 2016. La película fue estrenada en los cines de EE. UU. y a nivel mundial por Indican Pictures el 16 de enero de 2017. Al cumplirse el primer mes de su estreno, IndieWire listó a Arise from Darkness como uno de los 20 filmes independientes con más ganancias del 2017.

## Recepción
Zachary Laoutides fue nominado como mejor escritor de Guion en el Film Invasion L.A 2016 y compartió nominaciones con Mónica Esmeralda León por Mejor Película y Mejor Director.
La película recibió reseñas de cuatro estrellas de Examiner.com, Inquisitr y The Levity Ball. AXS TV la calificó como “aterradora y divina al mismo tiempo”.